# Michał Korkosz
Michał Korkosz (ur. 10 lutego 1998 w Rzeszowie) – autor książek kucharskich i bloga „Rozkoszny”, wieloplatformowy twórca internetowy. Publicysta i internacjolog. Laureat Prix de la Littérature Gastronomique za rok 2021.

## Życiorys
Urodził i wychował się w Rzeszowie. Jest absolwentem I Liceum Ogólnokształcącego im. ks. Stanisława Konarskiego, studiował stosunki międzynarodowe na Uniwersytecie Warszawskim. Studia ukończył, broniąc pracę dyplomową na temat dyplomacji kulinarnej.
W 2016 roku założył bloga kulinarnego „Rozkoszny”, na którym dzieli się przepisami kulinarnymi ilustrowanymi autorskimi fotografiami. Blog znany z przepisów, które są „nietuzinkowe, zapadają w pamięć i, przede wszystkim, zawsze się udają”. Beata Kęczkowska z „Wysokich Obcasów” określiła je jako „orgiastyczne, wieloskładnikowe, a na końcu zaskakujące”. Często o ich popularności pisze prasa. W 2017 „Rozkoszny” został nominowany do amerykańskich nagród magazynu „Saveur” w kategorii „Najlepsza fotografia kulinarna” nazywanych „kulinarnymi Oscarami”. Korkosz zdobył dwie statuetki: od redakcji magazynu i czytelników. W 2018 zadebiutował na łamach „Magazynu Kuchnia”, pisząc teksty podróżnicze, a także przeprowadzając wywiady i dzieląc się przepisami. Później zaczął współpracę z magazynem „Vogue”, „Gazetą Wyborczą”, brytyjską edycją „National Geographic Traveler” i kwartalnikiem „Przekrój”, gdzie prowadzi rubrykę kulinarną.
W marcu 2020 Korkosz wydał w Stanach Zjednoczonych i Kanadzie debiutancką książkę kucharską Fresh from Poland: New Vegetarian Cooking from the Old Country. Soleil Ho, krytyczka kulinarna „San Francisco Chronicle” porównała ją do „wegetariańskiej krainy czarów”, pisząc, że to jedna z tych nielicznych książek kucharskich, w których każdy przepis jest prosty, ale oszałamiający swoim smakiem. Joe Yonan z The Washington Post nazwał książkę „prześliczną”. Została ona nazwana jedną z najlepszych książek kucharskich roku 2020 przez „San Francisco Chronicle”, Booklist i RUSA Book & Media Awards.
W październiku 2020 pod tytułem Rozkoszne. Wegetariańska uczta z polskimi smakami ukazała się polskojęzyczna edycja Fresh from Poland. Książka w pierwszym tygodniu sprzedaży zadebiutowała na 11. miejscu książkowej liście bestsellerów Empiku. Rozkoszne zostało nazwane jedną z najlepszych książek kucharskich roku m.in. przez magazyn Kukbuk i „Wysokie Obcasy”.
W 2021 roku Międzynarodowa Akademia Gastronomiczna w Paryżu wyróżniła Korkosza Prix de la Littérature Gastronomique za jego książkę Fresh From Poland i jej polską edycję Rozkoszne. W tym samym roku ruszył on z kanałem na platformie YouTube.
Na Expo2020 w Dubaju jedną z atrakcji polskiego pawilonu był pokaz kulinarny Korkosza, podczas którego autor promował regionalną kuchnię podkarpacką.
W październiku 2023 roku Korkosz wydał kolejną książkę w Stanach Zjednoczonych i Kanadzie Polish’d: Modern Vegetarian Cooking from Global Poland. Magazyn „Foreword” w swojej recenzji określił, że książka jest “pełna olśniewających przepisów i zachęcających historii”. Joe Yonan z The Washington Post nazwał ją jedną ze swoich ulubionych nowych książek kucharskich. Magazyn „Saveur” uwzględnił ją w liście najlepszych książek kucharskich 2023 roku.
Dwa tygodnie po premierze Polish’d, pojawiła się jej polska edycja Nowe Rozkoszne. Polskie przepisy, które ekscytują, której premiera miała miejsce w Muzeum Narodowym w Warszawie. Książka zadebiutowała na 3. miejscu książkowej liście bestsellerów Empiku. W następnych tygodniach osiągnęła pozycję numer 1 w zestawieniu. W mniej niż miesiąc Nowe Rozkoszne doczekało się czterech dodruków.
„Gazeta Wyborcza” nazwała Korkosza „Człowiekiem Roku Polskich Kulinariów”, pisząc, że wejściówki na jego spotkania autorskie znikają jak na koncerty gwiazd pop, a jego książka „rozchodzi się tak szybko, że drukarnia nie nadąża z dodrukiem”.
Wiosną 2024 roku Korkosz zadebiutował w telewizji jako jeden z prowadzących kulinarnego programu kulinarnego MasterChef Nastolatki na stacji TVN.

## Publikacje
- Fresh from Poland: New Vegetarian Cooking from the Old Country (The Experiment, 2020)[39]
- Rozkoszne. Wegetariańska uczta z polskimi smakami (Otwarte, 2020)[40]
- Roślinne przepisy wielkich (Alpro, 2021)[41]
- Zadbaj o siebie. Przepisy dla ciała i duszy (Purella Superfoods, 2021)[42]
- Polish’d: Modern Vegetarian Cooking from Global Poland (The Experiment, 2023)[43]
- Nowe Rozkoszne. Polskie przepisy, które ekscytują (Buchmann, 2023)

## Nagrody i wyróżnienia
| Rok  | Nagroda                                              | Kategoria                                 | Tytułem             | Rezultat  | Źródło        |
| ---- | ---------------------------------------------------- | ----------------------------------------- | ------------------- | --------- | ------------- |
| 2017 | Saveur Blog Awards                                   | Fotografia kulinarna. Nagroda redakcji    | Całokształt         | Wygrana   | [ 44 ] [ 45 ] |
| 2017 | Saveur Blog Awards                                   | Fotografia kulinarna. Nagroda czytelników | Całokształt         | Wygrana   | [ 44 ] [ 45 ] |
| 2020 | RUSA Book & Media Awards                             | Najlepsze książki kucharskie 2020         | „Fresh from Poland” | Wygrana   | [ 46 ]        |
| 2021 | AIG (Académie Internationale de la Gastronomie) PRIX | Prix de la Littérature Gastronomique      | „Fresh from Poland” | Wygrana   | [ 47 ]        |
| 2022 | Kobieta i Mężczyzna Roku Glamour                     | Mężczyzna Roku 2022                       | Całokształt         | Nominacja | [ 48 ] [ 49 ] |
| 2023 | Osobowości kulinarne Gazety Wyborczej 2023           | Człowieki Roku Polskich Kulinariów        | Całkokształt        | Wygrana   | [ 50 ]        |
| 2024 | Bestsellery Empiku                                   | Twórca Internetowy Roku                   | Całokształt         | Nominacja | [ 51 ]        |
| 2024 | Foreword INDIES                                      | Książka kucharska roku 2023               | „Polish’d”          | Wygrana   | [ 52 ]        |
| 2024 | BEST AUDIO Empik Go                                  | Buzzin Roku 2023                          | Całkokształt        | Wygrana   | [ 53 ]        |